# Maria ter Kuile-van Heek
Maria Geertruid (Maria) ter Kuile-van Heek (Lonneker, 4 april 1868 – Enschede, 8 mei 1953) was een Nederlandse schilderes en etser.

## Leven en werk
Van Heek was lid van de familie van textielfabrikanten Van Heek en een dochter van Helmich August van Heek (1840-1917) en Judith Geertruid ter Kuile (1843-1885). Ze trouwde in 1890 met Harry ter Kuile (1865-1944), textielfabrikant en lid van de firma Nico ter Kuile & Zonen. Hij erfde in 1897 De Hooge Boekel. In 1920 schonk het echtpaar aan de gemeente Enschede ƒ 50000 voor de oprichting van een openbare leeszaal en bibliotheek.
Van Heek studeerde in Berlijn en kreeg lessen van de schilder Eduard Frankfort. Ze schilderde en etste landschappen en stillevens.

Ter Kuile-van Heek overleed op 85-jarige leeftijd.